# 1974

## Події
- 20 липня — Туреччина окупувала північ Кіпру, де було проголошено Турецьку Республіку Північного Кіпру.
- 27 липня — Президент США Річард Ніксон звинувачений у перешкоді правосуддю, після того як він відмовився віддати плівки з інформацією повязаною з Вотерґейтським скандалом.
- 8 серпня — Президент США Річард Ніксон оголосив, що йде у відставку в зв'язку з Вотерґейтським скандалом.

### Наука
- Експерименти на бульбашковій камері Гаргамель підтвердили існування нейтральних струмів.
- Бертон Ріхтер та, незалежно, Самюел Тінг відкрили J/ψ-мезон.
- Вийшла друком 7-ма редакція американського підручника з внутрішніх хвороб Основи внутрішньої медицини за ред. Т. Гарісона.

## Народились
Дивись також Категорія:Народились 1974
- 4 січня — Олексій Суханов, український журналіст, теле- і радіоведучий.
- 7 січня — Костянтин Жеваго, український бізнесмен та політик.
- 10 січня — Рітік Рошан, індійський кіноактор.
- 12 січня — Мелані Чисголм, британська співачка та авторка-виконавиц
- 16 січня — Кейт Мосс, британська супермодель, модельєрка та акторка.
- 25 січня — Станіслав Клих, український журналіст, історик, політичний в'язень.
- 30 січня 
  - Наталія Бурдейна, українська лучниця, призерка Олімпійських ігор у стрільбі з лука.
  - Крістіан Бейл, британо-американський актор.
  - Олівія Колман, англійська акторка
- 1 лютого — Теодор Мартинюк, архієпископ і митрополит Тернопільсько-Зборівський УГКЦ.
- 3 лютого — Ігор Пелих, український телеведучий, тележурналіст, шоумен (пом. в 2009).
- 4 лютого — Оскар де ла Хойя, американський боксер.
- 8 лютого — Сет Грін, американський актор, продюсер, комік, сценарист, режисер і письменник.
- 10 лютого — Елізабет Бенкс, американська акторка.
- 13 лютого — Роббі Вільямс, британський співак.
- 14 лютого — Єгор Бенкендорф, український режисер, сценарист, продюсер.
- 15 лютого — Ольга Навроцька, українська дизайнерка.
- 16 лютого — Магершала Алі, американський актор.
- 22 лютого — Джеймс Блант, англійський співак та музикант.
- 26 лютого — Наталія Кличко, українська акторка, модель та співачка.
- 3 березня — Геннадій Бойко, український плавець, триразовий чемпіон літніх Паралімпійських ігор.
- 4 березня — Вадим Красноокий, український співак, фронтмен рок-гурту Mad Heads.
- 5 березня — Єва Мендес, американська акторка.
- 11 березня — Дмитро Анопченко, український журналіст і телеведучий.
- 24 березня — Елісон Ганніґан, американська актриса єврейського походження.
- 27 березня — Фагот (Олег Михайлюта), український співак, учасник гурту ТНМК.
- 2 квітня — Олексій Нагрудний, український актор, телеведучий.
- 17 квітня — Вікторія Бекхем, британська співачка та авторка пісень, акторка, модельєрка, блогерка та підприємиця.
- 19 квітня — Балюк Олександр Олександрович, учасник, захисник Євромайдану.
- 22 квітня — Василь Вірастюк, український спортсмен, володар титулу «Найсильніша людина світу».
- 24 квітня — Сергій Данильченко, український боксер, бронзовий призер Олімпійських ігор.
- 28 квітня — Пенелопа Крус, іспанська акторка та модель.
- 11 травня — Михайло Кукуюк, український актор театру, кіно та дубляжу.
- 16 травня — Марина Кухар, українська телеведуча, журналістка.
- 22 травня — Арсеній Яценюк, український політик, двічі Прем'єр-міністр України.
- 26 травня — Валерій Харчишин, український рок-музикант. Лідер рок-гурту «Друга Ріка».
- 1 червня — Аланіс Моріссетт, канадська співачка.
- 3 червня — Сергій Ребров, український футболіст, тренер.
- 15 червня — Віктор Скуратовський, український рок-музикант та кліпмейкер.
- 23 червня — Джоел Еджертон, австралійський актор, продюсер і сценарист.
- 16 липня — Григорій Хижняк, український баскетболіст, тренер (пом. в 2018).
- 21 липня — Сергій Підкаура, український музикант, композитор та поет, гітарист гурту «The Вйо».
- 26 липня — Наталя Доля, українська акторка театру і кіно.
- 30 липня — Гіларі Свонк, американська акторка й кінопродюсерка.
- 8 серпня — Андрій Доманський, український телеведучий.
- 20 серпня — Євген Ступка, український композитор і продюсер.
- 22 серпня — Мельничук Володимир Валерійович, учасник Євромайдану, загинув від кулі снайпера.
- 23 серпня — Сергій Жадан, український поет, прозаїк, перекладач.
- 31 серпня — Андрій Медведєв, український тенісист.
- 6 вересня — Ольга Грицик, українська телеведуча, журналістка.
- 14 вересня — Олеся Власова, українська акторка театру і кіно.
- 15 вересня — Гарік Бірча, український актор і автор популярних розважально-гумористичних телепередач, актор кіно.
- 3 жовтня — Наталія Ворона, українська модель.
- 17 жовтня — Мирослав Слабошпицький, український кінорежисер.
- 28 жовтня — Хоакін Фенікс, американський кіноактор.
- 6 листопада — Михайло Жонін, український актор.
- 9 листопада — Алессандро дель П'єро, італійський футболіст.
- 11 листопада — Леонардо Ді Капріо, американський кіноактор.
- 15 листопада — Євгенія Гапчинська, українська художниця.
- 16 листопада — Пол Скоулз, англійський футболіст.
- 19 листопада — Віталій Рева, український футболіст.
- 24 листопада — Максим Бужанський, український політик й блогер. Народний депутат України 9-го скликання.
- 26 листопада — Юрій Корявченков, український комічний актор. Народний депутат України 9-го скликання.
- 5 грудня — Ельбрус Тедеєв, український спортсмен (вільна боротьба), олімпійський чемпіон.
- 19 грудня — Степан Казанін, український комічний актор, телеведучий.
- 20 грудня — Василь Сліпак, український оперний співак, волонтер, учасник бойових дій (пом. в 2016).
- 24 грудня — Марсело Салас, чилійський футболіст.
- 27 грудня — Альона Вінницька, українська співачка, авторка пісень, телеведуча та композиторка.
- 30 грудня — Ірма Вітовська, українська акторка театру та кіно, продюсерка, громадська діячка

## Померли
Дивись також Категорія:Померли 1974
- 23 лютого — Джордж ван Бісбрук, бельгійсько-американський астроном
- 21 квітня — Володимир Владко, український письменник-фантаст
- 18 червня — Ширлі Гріффіт, американський блюзовий музикант
- 20 грудня — Андре Жоліве, французький композитор

## Нобелівська премія
- з фізики: Мартін Райл та Ентоні Хьюіш — «За піонерські дослідження в області радіофізики»
- з хімії: Пол Джон Флорі — «За фундаментальні досягнення в області теорії і практики фізичної хімії макромолекул»
- з медицини та фізіології: Альберт Клод, Кристіан де Дюв та Джордж Паладе — «За відкриття, що стосуються структурної і функціональної організації клітини»
- з економіки: Гуннар Мюрдаль та Фрідріх фон Гаєк — «За новаторські праці з теорії грошей і економічних коливань та глибокий аналіз взаємозалежності економічних, соціальних та інституціональних явищ»
- з літератури: Ейвінд Юнсон; Гаррі Мартінсон
- премія миру: Шон Макбрайд — «За створення міжнародних механізмів спостереження за станом прав людини»; Сато Ейсаку — «За політику антимілітаризму»